# Тодорюк Михайло Дмитрович
Тодорюк Михайло Дмитрович (Псевдо: «Весна», «Невидний», «Павло», «Степан»; 1902, с. Стара Жадова, Сторожинецький район, Чернівецька область — 28 травня 1948, біля с. Багна, Вижницький район, Чернівецька область) – двічі лицар Бронзового хреста заслуги УПА.

## Життєпис
Освіта – початкова: закінчив місцеву народну школу. Член ОУН із 1939 р. У 1941 році учасник похідної групи Буковинського куреня під керівництвом Петра Войновського. Повернувся на Буковину. В’язень румунських тюрем (1943). Вояк Буковинської української самооборонної армії (весна 1944), господарчий референт Путильського районного, а відтак – Буковинського обласного проводів ОУН (04.1944-04.1945). 
У квітні 1945 р. зголосився з повинною, в жовтні 1945 р. знову перейшов на нелегальне становище та влився в ряди збройного підпілля ОУН. Референт пропаганди Сторожинецького районного проводу ОУН (10.1945-1946), референт зв’язку та керівник техзвена Буковинського окружного проводу ОУН (07.1947-05.1948). 
Загинув у сутичці з опергрупою Вижницького РВ УМДБ, прикриваючи відступ побратимів.  

## Нагороди
- Згідно з Наказом Головного військового штабу УПА ч. 2/47 від 2.09.1947 р. референт зв’язку та керівник технічного звена Буковинського окружного проводу ОУН Михайло Тодорюк – «Невидний» нагороджений Бронзовим хрестом заслуги УПА.
- Згідно з Наказом Головного військового штабу УПА ч. 1/48 від 12.06.1948 р. референт зв’язку та керівник технічного звена Буковинського окружного проводу ОУН Михайло Тодорюк – «Невидний» вдруге нагороджений Бронзовим хрестом заслуги УПА.

## Вшанування пам'яті
- 14.12.2017 р. від імені Координаційної ради з вшанування пам’яті нагороджених Лицарів ОУН і УПА у м. Чернівці Бронзовий хрест заслуги УПА (№ 045) переданий Катерині Леонтій, племінниці Михайла Тодорюка – «Невидного».